# Simpang (Wanayasa)
Simpang is een bestuurslaag in het regentschap Purwakarta van de provincie West-Java, Indonesië. Simpang telt 1905 inwoners (volkstelling 2010).